# Cầu Văn Phú
Cầu Văn Phú là một cây cầu bắc qua sông Hồng tại thành phố Yên Bái, tỉnh Yên Bái, Việt Nam.
Cầu nằm ở phía đông nam thành phố Yên Bái, nối liền hai xã Văn Phú và Giới Phiên.
Cầu Văn Phú có chiều dài 475 m với 4 nhịp dầm bê tông dự ứng lực, chiều rộng cầu là 10 m. Công trình được khởi công xây dựng vào năm 2002 và hoàn thành năm 2004.